# Тейлор, Тед (певец)
Тед Тейлор (англ. Ted Taylor, настоящее имя Остин Тейлор, англ. Austin Taylor; 16 февраля 1934, город Окмалги, штат Оклахома — 2 февраля 1987, Лейк-Чарльз, штат Луизиана) — американский исполнитель соул-музыки.

## Биография
Первая известность пришла к Теду Тейлору, когда он выступал вместе с группой «The Cadets», в середине пятидесятых годов XX века. Покинув коллектив, Тед Тейлор начал сольную карьеру, как исполнитель блюзового репертуара, а также соул музыки. Погиб в 1987 году, в результате автокатастрофы.